# Armando Roa
Armando Roa Rebolledo (Concepción, 2 de marzo de 1915-Santiago de Chile, 11 de septiembre de 1997) fue un médico psiquiatra, académico, intelectual y humanista chileno. Pionero de la psiquiatría chilena, se le reconoce junto a Ignacio Matte Blanco como uno de los referentes del campo. Se desempeñó como profesor titular de la cátedra de psiquiatría de la Universidad de Chile y la Universidad Católica.
Fue miembro de la Academia Chilena de Medicina, institución de la cual fue presidente desde 1987 hasta su deceso en 1997, correspondiéndole asimismo la presidencia del Instituto de Chile entre 1995 y 1997. También fue fundador y director de la Sociedad de Filosofía de Chile, y presidente (1965-1966) de la Sociedad de Neurología, Psiquiatría y Neurocirugía de Santiago, organismo que lo nombró en 1994 Maestro de la Psiquiatría Chilena, título honorífico que se entrega cada dos años desde 1990. También fue Presidente del primer Directorio Provisorio de la Corporación de Graduados y Profesionales de la Universidad de Chile el año 1990 y presidente entre el 25 de enero de 1990 y el 29 de mayo de 1992 de la Asociación Latinoamericana de Academias Nacionales de Medicina (ALANAM).
En el ámbito académico, marcó a generaciones de médicos y psiquiatras, como Marco Antonio de la Parra. En su haber se encuentran cientos de publicaciones en revistas nacionales e internacionales sobre psiquiatría, filosofía, bioética, etc. 
Desarrolló la antropología y la ética médica antes de que esos temas tuviesen la notoriedad de que gozan en la actualidad. Parte de sus estudios sobre bioética y psiquiatría clínica se avocaron a cuestionar lo estricto del uso del DSM en el diagnóstico de enfermedades psiquiátricas que se daba en la época, sin considerar la historia particular de cada paciente.[cita requerida]
Un capítulo del libro Los Antifrívolos de Carlos Ruiz-Tagle retrata la relación médico-paciente entre Roa y el escritor. Actualmente, un auditorio de la Facultad de Medicina de la Universidad de Chile lleva su nombre.

## Distinciones
- Premio "Santiago Ramón y Cajal" otorgado por el Círculo de Profesionales Hispánicos y la Sociedad de Neurología, Psiquiatría y Neurocirugía de Santiago.
- Premio "Enrique Laval", otorgado por la Academia de Medicina. 1972.
- Medalla "Juvenal Hernández Jaque", máxima distinción otorgada por la Universidad de Chile. 1989.
- Maestro de la Psiquiatría Chilena, distinción otorgada por la Sociedad de Neurología, Psiquiatría y Neurocirugía de Santiago. 1994.

## Obras
- El problema del ser en la filosofía de Descartes. Ed. Universitaria. 1950.
- Bergson. Santiago, Chile. 1957.
- Psiquiatría. Ed. Andrés Bello. 1959.
- Cuadros psicopatológicos y clínicos de la psiquiatría. Ed. Universidad Católica de Chile. 1970.
- Formas del pensar psiquiátrico. Ed. Universitaria. 1971.
- La marihuana: aspectos clínico y antropológico. Ed. Universitaria. 1971.
- Drogas y Antipsiquiatría. Editorial del Pacífico. 1973.
- Problemas psicopatológicos y clínicos de enfermedades mentales. Ediciones Nueva Universidad Católica de Chile. 1973.
- Demonio y psiquiatría: Aparición de la conciencia científica en Chile. Ed. Andrés Bello. 1974.
- Miguel Angel : el alma y el cuerpo. Ed. Aconcagua. 1977.
- ¿Qué es la Adolescencia?. Ediciones del Colegio. 1979.
- Enfermedades mentales, Psicología y clínica. Ed. Universitaria. 1981.
- La cultura y los medios de comunicación. Ed. Nueva Universidad. 1981.
- Nueva visión de las enfermedades mentales. Crítica al DSM-III. Ed. Universitaria. 1984.
- La televisión, el hombre, la técnica Ed. The Newland School. 1984.
- El mundo del adolescente. Ed. Universitaria. 1988.
- La extraña figura antropológica del hombre de hoy. Ed. Universitaria. 1991.
- Augusto Orrego Luco en la cultura y la medicina chilena. Ed. Universitaria. 1992.
- Modernidad y posmodernidad, coincidencias y diferencias fundamentales. Ed. Andrés Bello. 1995.
- Chile y Estados Unidos: sentido de dos pueblos. Dolmen Ediciones. 1997.
- Ética y bioética. Ed. Andrés Bello. 1998.
- Ensayos sobre Historia de la Medicina. LOM Ediciones. 2001.
- Formas del saber y del Amar. Ed. Sonepsyn. 2008.